# 出羽大橋
出羽大橋（でわおおはし）は、山形県酒田市に架かる橋。

## 概要

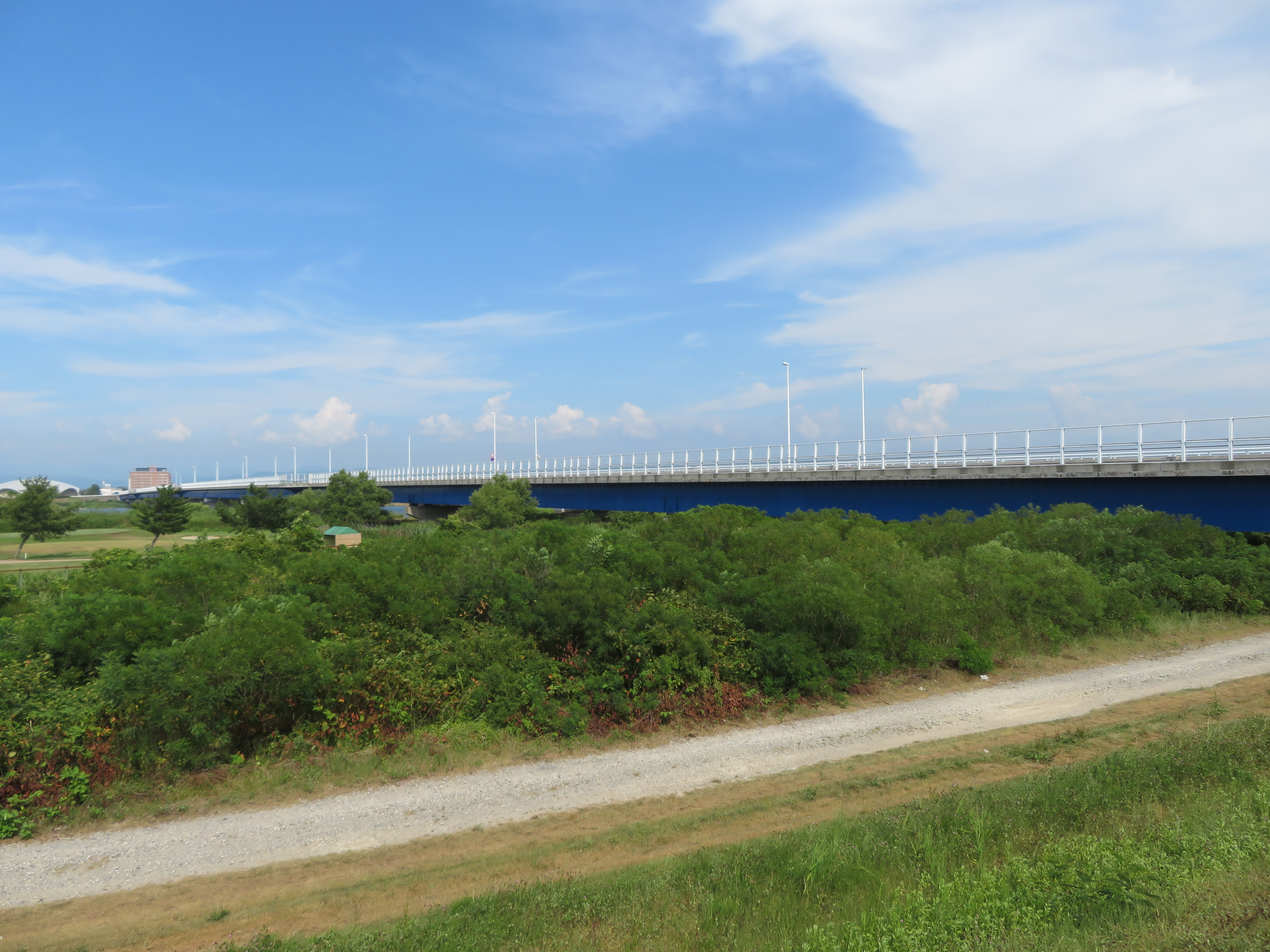
最上川左岸下流側から撮影

最上川と京田川に架かる橋で、国道112号が通る。最上川に架かる橋で一番下流に位置し、河口から最も近い橋である。新橋は延長861.3 mで山形県が管理する橋の中では最長の長さを誇る。
架橋前は酒田市街から川南の袖浦地区へ渡るには渡し船か、約2.3 km上流の新両羽橋へ迂回する必要があった。渡し船は平安時代から約800年に渡って運航されてきたものの、大雨による増水、冬季の最上川河口付近特有の風浪などによる運休も多く、利便性・安全性の向上が望まれていたことから架橋が計画され、2車線の旧橋が1972年（昭和47年）6月17日に開通した。
その後、交通量の増加により朝夕の通勤ラッシュ時を中心に渋滞が慢性化したため、山形自動車道酒田インターチェンジや庄内空港などへのアクセス向上のため、県は1995年度（平成7年度）から本橋を含む国道112号の酒田市高見台 - 若竹町間（延長2,077 m）を4車線化する国道112号酒田南拡幅道路改築事業に着手した。旧橋の下流側に新橋を建設、新橋の開通後に旧橋をリニューアルして4車線化する計画で、2008年（平成20年）5月28日に新橋が開通、旧橋は床版を交換するなど大規模改修を行い2012年（平成24年）12月9日に再開通、事業開始から約18年間をかけて4車線での供用が開始された。4車線化後は新橋が下り車線（酒田方面）、旧橋は上り車線（鶴岡方面）となった。
新橋は延長861.3 m（接続道路を含む延長1,250 m）、全幅13 m（車道幅8.5 m、歩道幅4.5 m）で、車道2車線と下流側に歩道が設けられている。歩道には休憩場所となるバルコニーが3箇所設けられ、木製ベンチが設置された。下流側の欄干には、河口付近の強風を緩和するためにポリカーボネート製の防風柵が設置された。景観、視界に配慮して透明な素材を使用しており、通常は高さ1.2 m、冬期は2 mに調整可能な構造となっている。また、欄干には山形県民歌「最上川」のレリーフが設置されている。

## 沿革
- 1972年（昭和47年）6月17日 - 旧橋開通。2車線で供用開始[2]。
- 1995年度（平成7年度） - 4車線化着手[3]。
- 2008年（平成20年）5月28日 - 新橋開通。旧橋はリニューアル工事のため通行止め[3]。
- 2012年（平成24年）12月9日 - 旧橋がリニューアル工事を終え再供用、4車線化完工[2]。

## 周辺
- 最上川スワンパーク - 橋のすぐ眼下にある。
- 飯森山公園
- 酒田市体育館
- 日本海総合病院酒田医療センター